# A Paixão de Joana d'Arc
A Paixão de Joana d'Arc (em francês:  La Passion de Jeanne d'Arc) é um filme mudo  e P&Bfrancês de 1928, dirigido por Carl Theodor Dreyer e reconhecido mundialmente como um marco na história do cinema.
O roteiro é baseado na peça teatral Saint Joan, do dramaturgo, romancista, censaísta e jornalista irlandês George Bernard Shaw, e em  documentos históricos do julgamento de Joana.
Foi o primeiro filme produzido sobre a heroína francesa Joana D'Arc, interpretada por Renée Jeanne Falconetti. A renomada crítica de cinema da revista The New Yorker, Pauline Kael, considerou o trabalho de Falconetti como 'talvez a melhor interpretação de um ator já gravada em película.

## Sinopse e história
O cineasta dinamarquês Carl Theodor Dreyer mostra o grande sofrimento interior da jovem frente as acusações e o abandono tanto dos membros da Igreja Católica quanto de seus compatriotas. Os cenários e figurinos são simples e há muitos close-ups no rosto dos atores.
O filme detalha as últimas horas de vida de Joana e ocorre após ela ter sido capturada pelos ingleses, cobrindo a prisão, tortura, julgamento e execução da heroína. O que mais chamou a atenção do filme em seu lançamento, foi o trabalho de câmera, inovador na época, e o método de trabalho de Dreyer, que impediu que seus atores usassem maquiagem no filme, de maneira que suas expressões faciais, tomadas em close, sobressaíssem mais.
Falconeti recebeu vários prêmios por sua multifacetada performance como Joana, neste que foi seu segundo e último papel no cinema. Dreyer tentou usar em seu filme a nova tecnologia de som, que no ano anterior surgiu em O Cantor de Jazz, o primeiro filme sonoro, mas com um orçamento insuficiente para tal, o fez mudo, com legendas.
O filme foi banido na Inglaterra, por mostrar cenas em que Joana é atormentada por soldados ingleses que lembravam graficamente a tortura de Cristo pelos romanos e seu negativo original dado como perdido durante décadas, até a fita master ser encontrada num sanatório para doentes mentais em Oslo, na Noruega, em 1981. Esta versão é hoje disponível em DVD e Blu-Ray. No Brasil o DVD foi lançado pela Versátil Home Vídeo, já a edição em Blu-Ray foi remasterizada e distribuída pela empresa norte-americana The Criterion Collection.
A revista Sight and Sound, uma das mais reverenciadas sobre cinema por críticos e cineastas, colocou 'A Paixão de Joana D'Arc' como um dos dez maiores filmes de todos os tempos em suas listas de 1952, 1972 e 1992.

e Falconetti é colocada como a 26ª maior interpretação do cinema e a primeira da era do cinema mudo, na lista da Premiere, a mais importante dos Estados Unidos.